# توم كيلي (مصور)
توم كيلي (بالإنجليزية: Tom Kelley) هو مصور أمريكي، ولد في 12 ديسمبر 1914 في فيلادلفيا في الولايات المتحدة، وتوفي في 8 يناير 1984 في لوس أنجلوس في الولايات المتحدة.

## وصلات خارجية
- توم كيلي على موقع IMDb (الإنجليزية)
- توم كيلي على موقع ميوزك برينز (الإنجليزية)